# CAB39
CAB39‏ (Calcium binding protein 39) هوَ بروتين يُشَفر بواسطة جين CAB39 في الإنسان.